# Hábi-patak
Hábi-patak är ett vattendrag i Ungern. Det ligger i den västra delen av landet, 140 km sydväst om huvudstaden Budapest.